# Косоньо
Косо̀ньо (на италиански: Cossogno; на пиемонтски: Cosseugn, Кусеун, на местен диалект: Cussögn, Кюсьон) е село и община в Северна Италия, провинция Вербано-Кузио-Осола, регион Пиемонт. Разположено е на 380 m надморска височина. Населението на общината е 595 души (към 2010 г.).